# Renous-Quarryville
Renous-Quarryville est un village du comté de Northumberland, à l'est de la province canadienne du Nouveau-Brunswick. Le village a le statut de DSL. Dans le cadre de la réforme de la gouvernance locale du 1er janvier 2023, le DSL a été annexé à la nouvelle communauté rurale de Miramichi River Valley.

## Toponyme
Renous est nommé ainsi d'après la rivière Renous. Ce nom est possiblement en l'honneur du chef micmac Sock Renou. Quarryville s'appelait à l'origine Indiantown.

## Géographie

### Géologie
Le sous-sol de Renous-Quarryville est composé principalement de roches sédimentaires du groupe de Pictou datant du Pennsylvanien (entre 300 et 311 millions d'années).

### Villages et hameaux
Le village de Renous est situé de part et d'autre de la rivière Renous mais est centré sur l'intersection de la route 108 et de la route 8. Quarryville est situé directement au nord, près de l'intersection de la route 108 et de la route 415. Elmtree et Upper Quarryville s'élèvent successivement vers l'est le long de la route 108. North Renous est situé à l'ouest de Renous, le long de la route 108. Grainfield est situé encore plus à l'ouest. Pineville est situé sur la rive sud de la rivière, face à Grainfield, le long du chemin Renous.

## Histoire
Renous-Quarryville est situé dans le territoire historique des Micmacs, plus précisément dans le district de Sigenigteoag, qui comprend l'actuel côte Est du Nouveau-Brunswick, jusqu'à la baie de Fundy. Un campement a existé avant la fin du XIXe à l'embouchure de la rivière Renous.
En 1825, le territoire est touché par les Grands feux de la Miramichi, qui dévastent entre 10 000 km2 et 20 000 km2 dans le centre et le nord-est de la province et tuent en tout plus de 280 personnes,.

## Démographie
| 2011  | 2016  |
| ----- | ----- |
| 1 127 | 1 029 |

## Économie
Entreprise Miramichi, membre du Réseau Entreprise, a la responsabilité du développement économique.

## Administration

### Comité consultatif
En tant que district de services locaux, Renous-Quarryville est administré directement par le Ministère des Gouvernements locaux du Nouveau-Brunswick, secondé par un comité consultatif élu composé de cinq membres dont un président.

### Commission de services régionaux
Renous-Quarryville fait partie de la Région 5, une commission de services régionaux (CSR) devant commencer officiellement ses activités le 1er janvier 2013. Contrairement aux municipalités, les DSL sont représentés au conseil par un nombre de représentants proportionnel à leur population et leur assiette fiscale. Ces représentants sont élus par les présidents des DSL mais sont nommés par le gouvernement s'il n'y a pas assez de présidents en fonction. Les services obligatoirement offerts par les CSR sont l'aménagement régional, l'aménagement local dans le cas des DSL, la gestion des déchets solides, la planification des mesures d'urgence ainsi que la collaboration en matière de services de police, la planification et le partage des coûts des infrastructures régionales de sport, de loisirs et de culture; d'autres services pourraient s'ajouter à cette liste.

### Représentation et tendances politiques
Nouveau-Brunswick: Renous-Quarryville fait partie de la circonscription provinciale de Miramichi-Sud-Ouest, qui est représentée à l'Assemblée législative du Nouveau-Brunswick par Jake Stewart, du Parti progressiste-conservateur. Il fut élu en 2010.
 Canada: Renous-Quaryville fait partie de la circonscription électorale fédérale de Miramichi, qui est représentée à la Chambre des communes du Canada par Tilly O'Neill-Gordon, du Parti conservateur. Elle fut élue lors de la 40e élection fédérale, en 2008.

## Vivre à Renous-Quarryville
Renous-Quarryville possède une caserne de pompiers et un bureau de poste. Le détachement de la Gendarmerie royale du Canada le plus proche est situé à Blackville. L'église St. Bridget's de Renous est une église catholique romaine faisant partie du diocèse de Saint-Jean.
Les anglophones bénéficient du quotidien Telegraph-Journal, publié à Saint-Jean et de l'hebdomadaire Miramichi Leader, publié à Miramichi. Les francophones bénéficient quant à eux du quotidien L'Acadie nouvelle, publié à Caraquet, ainsi que de l'hebdomadaire L'Étoile, de Dieppe.

## Culture

### Personnalités
- Michael Whelan (Renous, 1858 - Miramichi, 1937), poète, auteur d'une version du Dungarvon Whooper; plusieurs de ses chansons et balades s'inspirent de la rivière Renous[15].